# يويو غيمز
يويو جيمز (بالإنجليزية: YoYo Games)‏ هي شركة تختص بصناعة ونشر العاب الفيديو مقرها في دندي وهي معروفة أيضا بامتلاكها واحد من اقوى برامج تطوير الألعاب في وقتنا الحالي والمسمى جيم ميكر والذي يعمل خصيصا على نظام مايكروسوفت ويندوز والذي من خلاله يمكن تصميم العاب احترافية بطرق عرض متنوعة منها البلات فورم والار بي جي وحتى الألعاب ثلاثية الابعاد، والذي قام بانشائه وتطويره عالم الحاسوب الهولندي مارك اوفرمارس، وفي عام 2015 اعلنت الشركة استحواذها التام على البرنامج بصفة قدرت بحوالي 16,4 مليون دولار أمريكي

## تاريخ الشركة
في عام 2007 قام مارك افورمارس بانشاء شراكة مع شركة يويو جيمز حيث تعهدت الشركة بالدعم المستقبلي للبرنامج وكانت رئيسة الشركة انذاك ساندي دانكان (التي تشغل حاليا الرئيسية التنفيذية لشركة إكس بوكس في أوروبا) وقد قامت الشركة ببناء مجتمع خاص لمطوري وهوات تصميم العاب الفيديو على برنامج الجيم ميكر حيث يسمح لهم المجتمع بتبادل المشاريع والمصلدر الخاصة به.

## العاب انتجتها الشركة
| اسم اللعبة            | السنة          | المنصة                                                                                           |
| --------------------- | -------------- | ------------------------------------------------------------------------------------------------ |
| Spelunky              | September 2009 | مايكروسوفت ويندوز، أو إس 10، بلاي ستيشن 3، بلاي ستيشن 4، بلاي ستيشن فيتا، إكس بوكس 360           |
| هوت لاين ميامي        | October 2012   | مايكروسوفت ويندوز، أو إس 10، جنو/لينكس، بلاي ستيشن 3، بلاي ستيشن 4، بلاي ستيشن فيتا، أندرويد     |
| Gunpoint              | June 2013      | مايكروسوفت ويندوز، أو إس 10                                                                      |
| Perfection            | June 2013      | مايكروسوفت ويندوز، أو إس 10، جنو/لينكس، أندرويد                                                  |
| Samurai Gunn          | December 2013  | مايكروسوفت ويندوز، أو إس 10، جنو/لينكس                                                           |
| Risk of Rain          | 2013           | مايكروسوفت ويندوز، أو إس 10، جنو/لينكس، بلاي ستيشن فيتا                                          |
| نيدهوغ                | January 2014   | مايكروسوفت ويندوز، أو إس 10، بلاي ستيشن 4، بلاي ستيشن فيتا                                       |
| Gods Will Be Watching | July 2014      | مايكروسوفت ويندوز، أو إس 10، جنو/لينكس                                                           |
| Cubesis               | August 2014    | مايكروسوفت ويندوز                                                                                |
| Step                  | January 2015   | مايكروسوفت ويندوز، أو إس 10                                                                      |
| See No Evil           | March 2015     | مايكروسوفت ويندوز                                                                                |
| Maddening Overload    | April 2015     | بلاي ستيشن 4                                                                                     |
| Uncanny Valley        | April 2015     | مايكروسوفت ويندوز                                                                                |
| Samurai Blitz         | July 2015      | آي أو إس                                                                                         |
| Orbit                 | August 2015    | مايكروسوفت ويندوز، أو إس 10، إكس بوكس ون                                                         |
| Hyper Light Drifter   | Q4 2015        | مايكروسوفت ويندوز، أو إس 10، جنو/لينكس، بلاي ستيشن 4، بلاي ستيشن فيتا، وي يو، إكس بوكس ون        |
| Nuclear Throne        | TBA            | مايكروسوفت ويندوز، أو إس 10، جنو/لينكس، بلاي ستيشن 3، بلاي ستيشن 4، بلاي ستيشن فيتا، إكس بوكس ون |
| Orphan'               | TBA            | مايكروسوفت ويندوز، بلاي ستيشن 4، إكس بوكس ون                                                     |
| Death's Gambit        | TBA            | TBA                                                                                              |

## روابط خارجية
- http://www.yoyogames.com/

‌